# Аделаида Нормандская
Аделаида Нормандская, или Аделиза Нормандская (фр. Adélaïde de Normandie, Adeliza; около 1026 — около 1090) — сестра Вильгельма I Завоевателя и графиня Омальская (1053—1080).

## Биография
Аделаида была дочерью герцога Нормандии Роберта II Великолепного от неизвестной конкубины, и, таким образом, приходилась единокровной сестрой Вильгельму I Завоевателю. По другой версии, матерью Аделаиды была Герлева Фалезская, что делает её родной сестрой Вильгельма I. Это предположение, однако, менее вероятно, учитывая прямое свидетельство Роберта де Ториньи, что Аделаида не являлась дочерью Герлевы.
Первым мужем Аделаиды стал Ангерран II, граф де Понтье и сеньор Омальский, один из наиболее крупных нормандских землевладельцев середины XI века. Ангерран II в 1051 году принял участие в мятеже Вильгельма д’Арка против юного герцога Вильгельма и был убит 25 октября 1053 года в стычке у Сен-Обен-сюр-Ски в Верхней Нормандии. После смерти Ангеррана герцог Вильгельм конфисковал Омальское графство, находившееся в вассальной зависимости от Нормандии, и передал его своей сестре Аделаиде. Она, в свою очередь, вскоре была выдана замуж за Ламберта II, графа Лансского и младшего брата Евстахия II Булонского. Вероятно этот брак был призван укрепить союзные отношения между Нормандией и Фландрией, поскольку Ламберт II являлся одним из доверенных лиц Бодуэна V, графа Фландрии. Однако уже в 1054 году Ламберт был убит при осаде Лилля войсками императора Генриха III.
Около 1060 года Аделаида вышла замуж в третий раз — за Эда III де Блуа, графа Труа и Мо, который, по легенде, нашёл убежище в Нормандии после убийства некого шампанского дворянина. Эд де Блуа сблизился с герцогом Вильгельмом и в 1066 году принял активное участие в нормандском завоевании Англии. Хотя его наследственные владения в Шампани были захвачены Тибо III, Эд получил от Вильгельма Завоевателя обширные земли в Англии, прежде всего Холдернесс в Йоркшире, а в 1069 году (по другим сведениям, в 1081 году) был признан графом Омальским в своём праве. Потомки Эда III де Блуа и Аделаиды Нормандской после их смерти унаследовали Омаль и Холдернесс и на протяжении конца XI — первой половины XII века играли значительные роли в политическом развитии Англонормандской монархии.

### Браки и дети
От 1-го брака с Ангерраном II (ум. 1053), графом де Понтье и сеньором Омальским, Аделаида имела двух дочерей:
- Аделаида де Понтье (упомянута под 1098 годом);
- Элиссенда де Понтье, замужем (1091) за Гуго II (ум. 1130), графом де Сен-Поль.

От 2-го брака с Ламбертом II (ум. 1054), графом Ланса, сыном Евстахия I, графа Булонского, Аделаида имела единственную дочь:
- Юдита Лансская (ум. после 1086), замужем (1070) за Вальтеофом (ум. 1075), графом Нортумбрии. Дочь Юдиты и Вальтеофа Матильда Хантингдонская стала позднее женой шотландского короля Давида I и, таким образом, является предком всех последующих королей Шотландии и Великобритании.

От 3-го брака с Эдом III де Блуа (ум. 1115), графом де Труа и Мо, у Аделаиды был единственный сын:
- Стефан Омальский (ум. 1127), граф д’Омаль (с 1082), неоднократный участник волнений англонормандских баронов и претендент на английский престол, родоначальник линии графов Омальских и Албемарльских из дома де Блуа.

## Комментарии
1. ↑  Понтье, сюзереном которого являлись короли Франции, отошло младшему брату Ангеррана II Ги I де Понтье.